# ایزومی شوجی
ایزومی شوجی (انگلیسی: Sohji Izumi؛ زادهٔ ۱ فوریهٔ ۱۹۸۸) هنرپیشه اهل ژاپن است. وی از سال ۲۰۱۲ میلادی تاکنون مشغول فعالیت بوده‌است. از فیلم‌های که وی در آن نقش داشته‌است می‌توان به فیلم  قلب فرشته اشاره کرد.